# 烏魚子

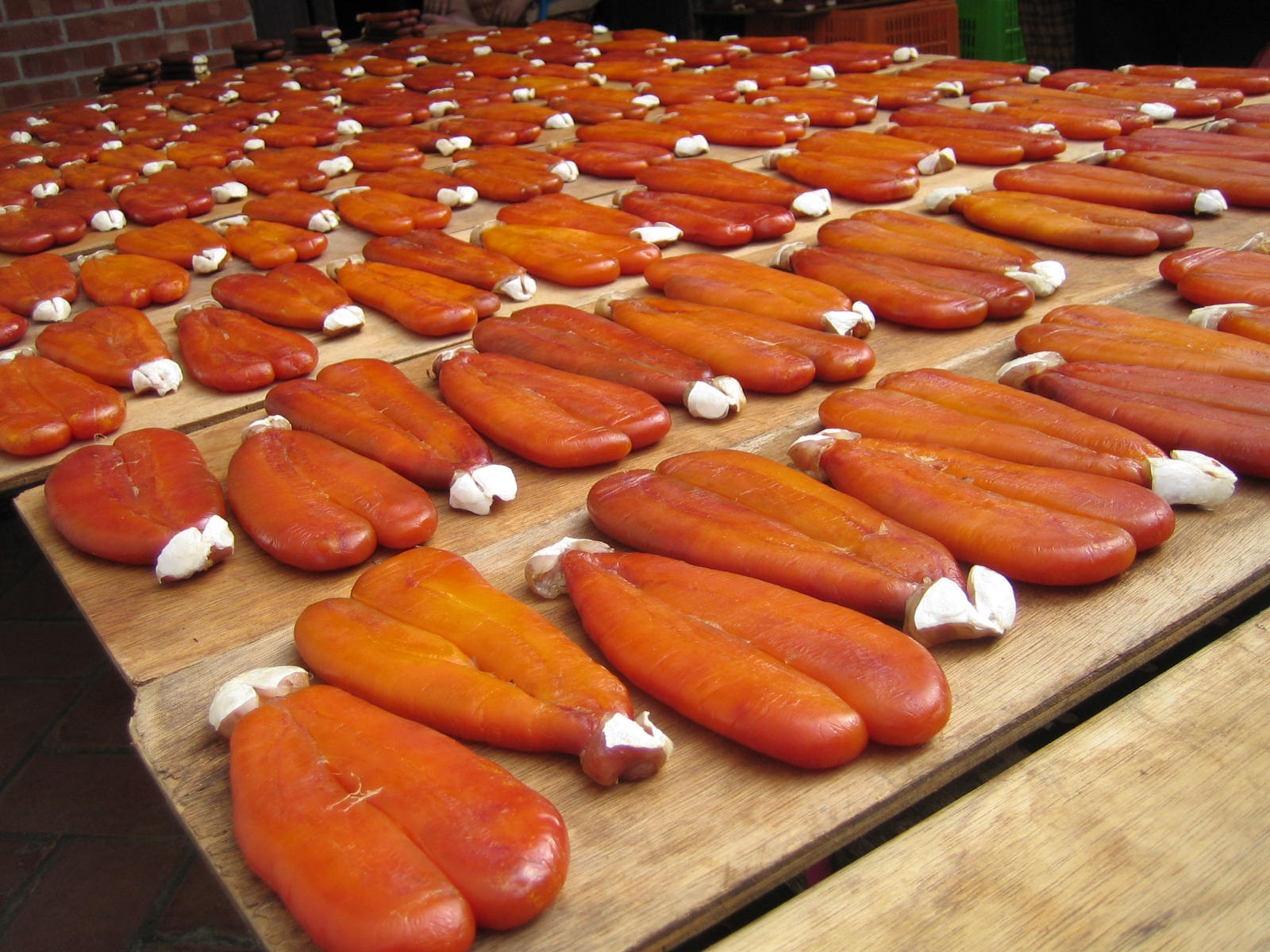
烏魚子

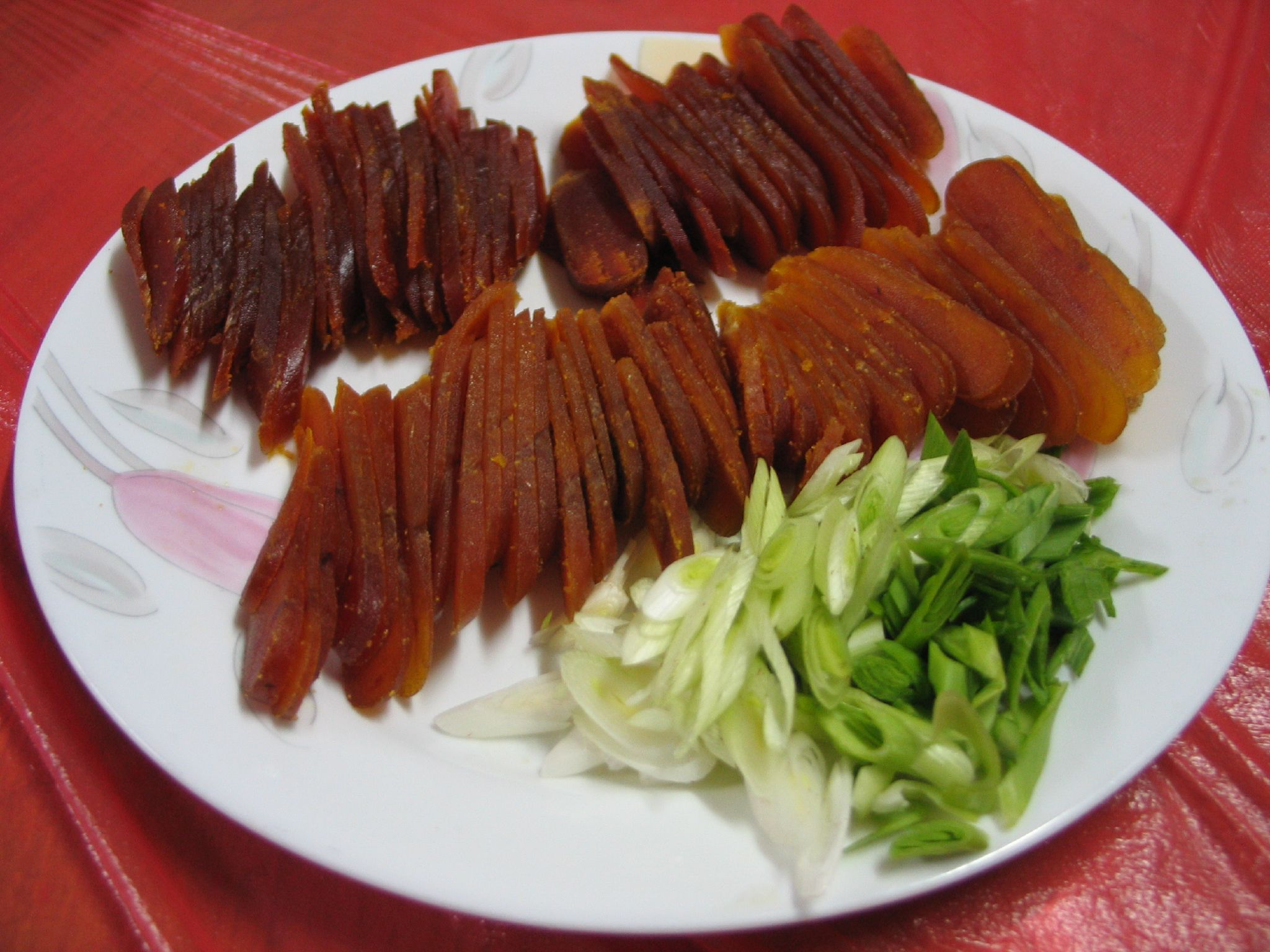
一份烏魚子冷盤

烏魚子是指一種以已孕的烏魚卵巢統稱「烏魚子」，是鹽漬後乾燥的水產加工食品。野生烏魚的卵顏色若是呈現成比起一般黃色或橘色的烏魚子還要黑甚至是黑色，就是俗稱「血子」或「黑子」。

## 產地
烏魚分布於全球各地溫熱帶海域，主要棲息在淡鹹水沿岸沙泥底水域，並進行迴游。環地中海區國家也有以相同物種及其他物種如鮪魚的魚卵鹽漬後乾燥的魚卵產品。。為沿海重要的食用魚。1990年代，由於迴游路線上長久捕撈，台灣沿海汙染嚴重，海溫上升影響洄游路線等因素，造成漁獲下降。目前亦逐漸盛行在魚塭飼養。（台灣西南岸為東海沿岸烏魚冬季南下洄游產卵地，因此魚卵通常也相對北方捕撈到的成熟。）

### 原料與成品進出口
目前，非冬至前後台灣當地烏魚產季，業者所製作的烏魚子所需原料大多仰賴自巴西、美國、澳洲、中國大陸等地進口。

## 種類
市售烏魚子約有幾種來源：
1. 野生烏魚的烏魚子。為冬至前後，烏魚順寒流洄游而下所捕獲野生母烏魚，取魚卵後製成。
2. 養殖烏魚的烏魚子。約11月份起，養殖3至4年烏魚，魚卵夠大才能製作烏魚子，經養殖業者確認魚卵成熟度後，整批收成取魚卵後製成。
3. 中國大陸產的烏魚子。過去中國並不流行食用烏魚子，受到電視節目報導，近年來中國大陸也會捕捉迴游烏魚，取卵製成烏魚子。
4. 巴西或美國進口同屬不同種鯔魚卵巢製成的烏魚子。由於非新鮮直接製成烏魚子，口感與色澤都會有所差異。
5. 坊間有謠傳用豆仔魚製成烏魚子，實際上因豆子魚體型小，取出魚卵量少，一般都是拿來生煎或煮食，製成烏魚子尺寸太小，無法銷售。
6. 另外日本琉球沖繩也有製作烏魚子的傳統，也是琉球的名產，但是產量還是台灣為大宗。

## 加工
將捕獲的雌性烏魚開肚後取出其卵巢，漂洗乾淨後以食鹽餣漬脫水去腥，然後經過曝曬、陰乾程序即可。現在也有採用機器烘乾的方式。烏魚子的加工程序看似簡單，但實際製成並不易懂，食鹽的用量太多會過鹹，太少則入味不夠去腥；曝曬、陰乾的控制，全憑該加工團隊的經驗判斷，在壓搾烏魚子本身多餘的水分外，還要看烏魚子是否夠硬夠乾，這樣才會好吃，若不夠乾且保存不當，則容易發黴變質。現在台灣有些廠商出貨的部份烏魚子，會採用真空包裝出貨，目的就是使原本容易發黴變質的烏魚子，能夠長期保存。

## 烹調
烏魚子的基本食用方法，就是烤得恰熟，過熟則失去黏性，烏魚子在嘴裡變得粒粒分明、口感欠佳。烤的方法很簡單，先用金門高粱酒浸泡烏魚子約3分鐘後，利用高梁酒含的酒精成份點火，烤完一面之後再烤第二面，全程約6~10分鐘，這樣烤出來的烏魚子正好恰熟，口感最佳，還帶濃郁酒香。
另外方式則用去膜後用米酒浸泡3分鐘後，以噴槍直接烘烤兩面微焦，產生香氣，待冷卻後，切片食用。這樣的烤法外焦香內軟嫩，酒味可去掉烏魚子的部分腥味，轉換成入口香氣會更好入口。
整片烤後切片後搭配青蒜加上一小片白蘿蔔/蘋果/水梨或棗片，可增加入口的濕潤度與果香，切記搭配的水果甜度不能太甜，太甜的蘋果梨子棗子搭配烏魚子會把烏魚子的味道蓋住。
目前業者因為一般消費者不大會料理烏魚子，也推出已經烤好的一口烏魚子等產品，消費者可以購買後直接打開食用，省去料理的步驟。
還有一方法， 先將烏魚子用滾水煮熟後，再用牙籤將烏魚子戳洞若干，在倒入高粱酒浸泡一分鐘左右，再點火烤。 火熄滅即可。

### 文獻
1. . （原始内容存档于2022-03-02）.
2. 陸之駿. .
3. . 鯊魚挑嘴. （原始内容存档于2021-01-18）.
4. . 台灣大百科全書. （原始内容存档于2021-02-14）.